# Zentralfriedhof Friedrichsfelde

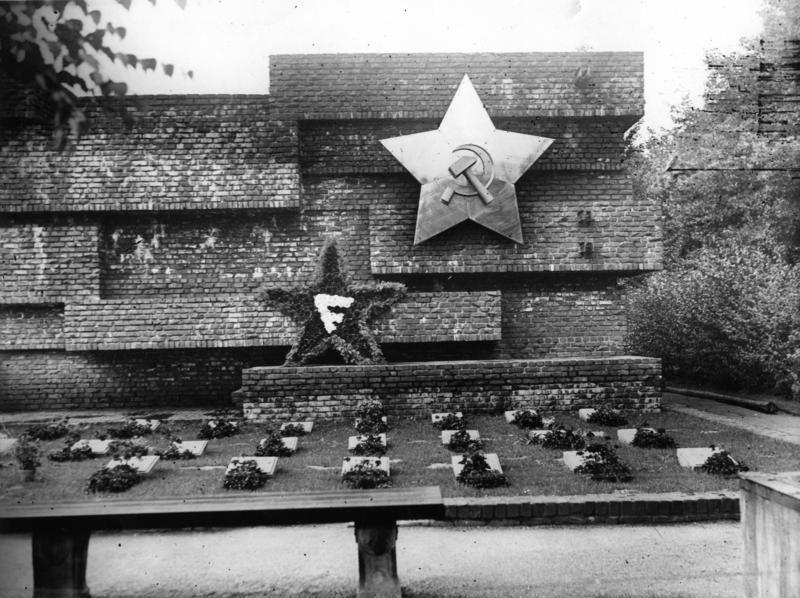
Revolutionsdenkmal från 1926.

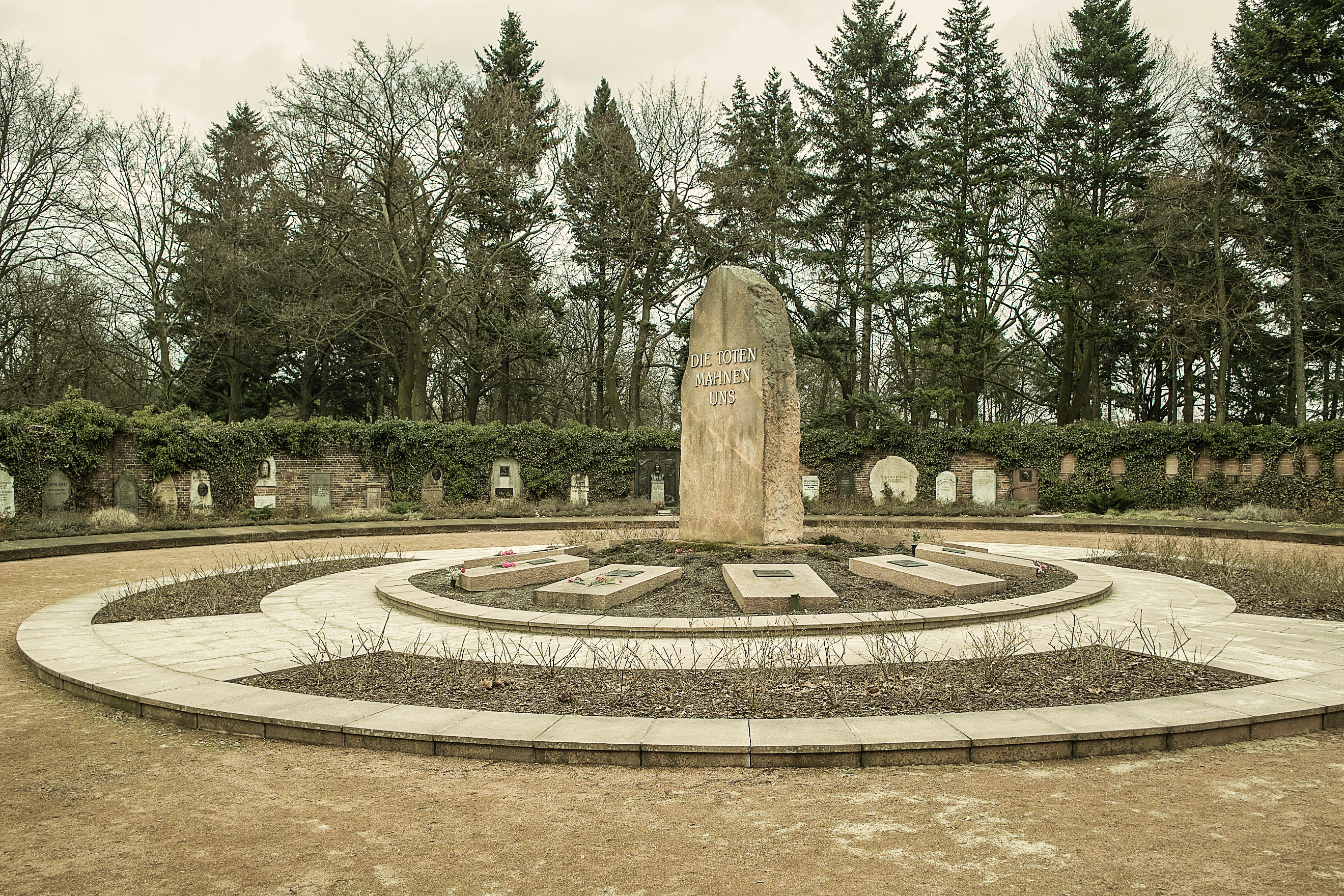
Gedenkstätte der Sozialisten

Zentralfriedhof Friedrichsfelde är en kyrkogård i stadsdelen i Lichtenberg i Berlin. Här begravdes ett flertal socialdemokratiska, socialistiska och kommunistiska politiker och aktivister så att området redan före första världskriget fick binamnet Sozialistenfriedhof ("Socialisternas kyrkogård"). Efter andra världskriget inrättades på kyrkogården en speciell minnesplats, Gedenkstätte der Sozialisten, med gravar av personer som av den östtyska regeringen ansågs som särskild viktiga inom den socialistiska rörelsen. Varje år i januari organiseras ett demonstrationståg till minnesplatsen. Hela kyrkogården är märkt som kulturmiljövård.

## Historik
Kyrkogården inrättades 1880 och konstruerades av trädgårdsmästaren Axel Fintelmann som en parkliknande begravningsplats. Den officiella invigningen som Central-Friedhof Friedrichsfelde skedde 1881. Till skillnad från andra kyrkogårdar i staden begravdes här även fattiga personer, då staden övertog kostnaderna. Dessa begravningar inställdes 1911 då flera av Berlins välbärgade borgare valde kyrkogården. Platsen var lite avlägset från Berlins centrum och därför byggdes en järnväg hit som skulle förenkla besökarnas resa.
I augusti 1900 blev kyrkogården känd i hela Tyskland när SPD:s grundare Wilhelm Liebknecht begravdes här. Före ceremonin tågade 150 000 personer från Charlottenburg till kyrkogården. Senare fick flera andra socialdemokrater som Paul Singer, Ignaz Auer och Emma Ihrer sin sista vila på kyrkogården och därför kallades platsen snart Sozialistenfriedhof.
Under första världskriget begravdes cirka 150 soldater och ett otal civilister på kyrkogården men ett minnesmärke över kriget saknas.
Den 25 januari 1919 gravsattes alla 33 offren av det så kallade Spartakistupproret, däribland Karl Liebknecht. Senare under samma år tillkom gravar av andra mördade medlemmar av Spartacusförbundet som Rosa Luxemburg. Tysklands arbetarrörelse önskade ett minnesmärke över händelserna. Monumentet ritades av Ludwig Mies van der Rohe och invigdes den 13 juni 1926 som Revolutionsdenkmal.